# Giovanni I d'Alençon
Giovanni I di Valois-Alençon, detto il Saggio (Essay, 1385 – Azincourt, 25 ottobre 1415), fu conte e poi duca d'Alençon e conte di Perche.
Era figlio del conte Pietro II d'Alençon, membro del ramo cadetto dei Valois, e di Maria Chamaillard.

## Biografia
Giovanni succedette al padre nel 1404. Vivendo nel caos delle fazioni che ruotavano attorno al re di Francia Carlo VI (detto il Folle per una sua malattia mentale che lo impossibilitava a regnare), Giovanni sostenne Luigi d'Orléans e devastò i territori dei partigiani Borgognoni nel Vermandois; partecipò agli assedi di Saint-Denis e di Saint-Cloud. Carlo VI, assediando Bourges, mandò Luigi II d'Angiò contro Giovanni, che dovette sottomettersi al re; lo accompagnerà agli assedi di Compiègne, Noyon, Soissons, Bapaume e Arras. Il re lo fece cavaliere davanti a Bapaume e elesse Alençon da contea a ducato nel 1414.
Enrico V d'Inghilterra invase la Francia e i due eserciti si scontrarono nella celeberrima battaglia di Azincourt. In questa battaglia Giovanni mostrò lo stesso coraggio di suo nonno Carlo II d'Alençon, morto alla battaglia di Crécy. Fu così che Giovanni rimase ucciso: prima di morire, riuscì a levare dalla testa del re d'Inghilterra la corona con un colpo di scure.

## Matrimonio e figli
Giovanni sposò nel 1396 Maria di Bretagna (1391-1446), figlia del duca Giovanni V di Bretagna e di Giovanna di Navarra (figlia di Carlo II il Malvagio); Giovanni e Maria ebbero:
- Pierre (1407-1408), conte di Perche;
- Giovanni (1409-1476), duca d'Alençon e conte di Perche;
- Marie (1410-1412);
- Jeanne (1412-1420);
- Charlotte (1413-1435).

Ebbe anche due figli illegittimi:
- Pierre († 1424), signore di Gallandon;
- Marguerite, sposa di Jean de Saint-Aubin, signore di Preaux.

## Ascendenza
|                           |                         |                                 | Genitori                    |  |  | Nonni |  |  | Bisnonni        |  |  | Trisnonni              |  |
|                           |                         |                                 |                             |  |  |       |  |  | Carlo di Valois |  |  | Filippo III di Francia |  |
|                           |                         |                                 |                             |  |  |       |  |  | Carlo di Valois |  |  | Filippo III di Francia |  |
|                           |                         | Isabella d'Aragona              |                             |  |  |       |  |  | Carlo di Valois |  |  |                        |  |
| Carlo II d'Alençon        |                         |                                 |                             |  |  |       |  |  | Carlo di Valois |  |  |                        |  |
|                           |                         | Margherita d'Angiò              | Carlo II d'Angiò            |  |  |       |  |  |                 |  |  |                        |  |
|                           |                         | Margherita d'Angiò              | Carlo II d'Angiò            |  |  |       |  |  |                 |  |  |                        |  |
|                           |                         | Margherita d'Angiò              | Maria Arpad d'Ungheria      |  |  |       |  |  |                 |  |  |                        |  |
| Pietro II d'Alençon       |                         | Margherita d'Angiò              |                             |  |  |       |  |  |                 |  |  |                        |  |
|                           |                         | Ferdinando di La Cerda          | Ferdinando di Castiglia     |  |  |       |  |  |                 |  |  |                        |  |
|                           |                         | Ferdinando di La Cerda          | Ferdinando di Castiglia     |  |  |       |  |  |                 |  |  |                        |  |
|                           |                         | Ferdinando di La Cerda          | Bianca di Francia           |  |  |       |  |  |                 |  |  |                        |  |
| Maria de La Cerda         |                         | Ferdinando di La Cerda          |                             |  |  |       |  |  |                 |  |  |                        |  |
|                           |                         | Giovanna Núñez di Lara          | Giovanni I Núñez di Lara    |  |  |       |  |  |                 |  |  |                        |  |
|                           |                         | Giovanna Núñez di Lara          | Giovanni I Núñez di Lara    |  |  |       |  |  |                 |  |  |                        |  |
|                           |                         | Giovanna Núñez di Lara          | Teresa di Haro              |  |  |       |  |  |                 |  |  |                        |  |
| Giovanni I d'Alençon      |                         | Giovanna Núñez di Lara          |                             |  |  |       |  |  |                 |  |  |                        |  |
|                           | Guglielmo I Chamaillard | Simone Chamaillard              |                             |  |  |       |  |  |                 |  |  |                        |  |
|                           | Guglielmo I Chamaillard | Simone Chamaillard              |                             |  |  |       |  |  |                 |  |  |                        |  |
|                           | Guglielmo I Chamaillard | Margarita di Thévalles          |                             |  |  |       |  |  |                 |  |  |                        |  |
| Guglielmo II Chamaillard  | Guglielmo I Chamaillard |                                 |                             |  |  |       |  |  |                 |  |  |                        |  |
|                           |                         | Iremburga                       | ...                         |  |  |       |  |  |                 |  |  |                        |  |
|                           |                         | Iremburga                       | ...                         |  |  |       |  |  |                 |  |  |                        |  |
|                           |                         | Iremburga                       | ...                         |  |  |       |  |  |                 |  |  |                        |  |
| Maria Chamaillard         |                         | Iremburga                       |                             |  |  |       |  |  |                 |  |  |                        |  |
|                           |                         | Giovanni II di Beaumont-Brienne | Roberto di Beaumont-Brienne |  |  |       |  |  |                 |  |  |                        |  |
|                           |                         | Giovanni II di Beaumont-Brienne | Roberto di Beaumont-Brienne |  |  |       |  |  |                 |  |  |                        |  |
|                           |                         | Giovanni II di Beaumont-Brienne | Maria di Craon              |  |  |       |  |  |                 |  |  |                        |  |
| Maria di Beaumont-Brienne |                         | Giovanni II di Beaumont-Brienne |                             |  |  |       |  |  |                 |  |  |                        |  |
|                           |                         | Isabella d'Harcourt             | Giovanni III d'Harcourt     |  |  |       |  |  |                 |  |  |                        |  |
|                           |                         | Isabella d'Harcourt             | Giovanni III d'Harcourt     |  |  |       |  |  |                 |  |  |                        |  |
|                           |                         | Isabella d'Harcourt             | Alice di Brabante-Aerschot  |  |  |       |  |  |                 |  |  |                        |  |
|                           |                         | Isabella d'Harcourt             |                             |  |  |       |  |  |                 |  |  |                        |  |